# Litoria elkeae
Litoria elkeae és una espècie de granota de la família dels hílids que viu a Indonèsia. Aquesta espècie es coneix en dues zones al centre-nord de Papua, Indonèsia, i, presumiblement, també en l'extens hàbitat adequat en aquesta regió. Els registres actuals són sota els 300m snm. Viu al bosc plujós de terres baixes, fins i tot en hàbitats degradats i alterats, on es reprodueix en pantans i llacunes temporals i permanents. És poc probable que sigui majorment amenaçada pels canvis en els patrons d'ús de la terra, sobretot perquè se sap que persisteix en hàbitats de boscos tropicals degradats.